# ويلينغتون

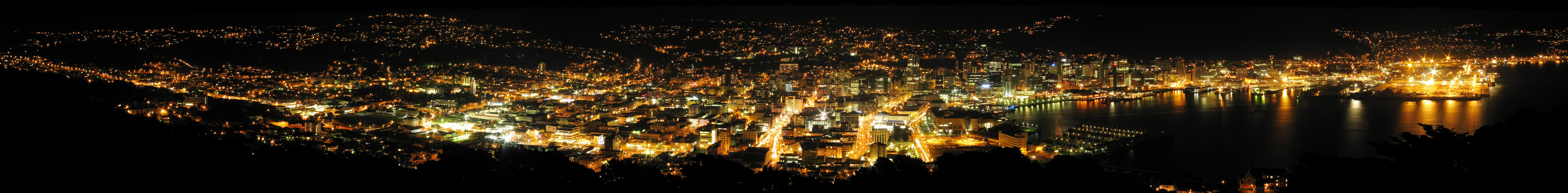
ويلينغتون في المساء

ويلينغتون (بالإنجليزية: Wellington)‏ هي عاصمة نيوزيلندا. تتألف منطقة ويلينغتون الحضرية من تجمع أربعة مدن هي: مدينة ويلينغتون، مدينة هات السفلى (بالإنجليزية: Lower Hutt)‏، مدينة هات العليا (بالإنجليزية: Upper Hutt)‏ ومدينة بوريروا (بالإنجليزية: Porirua)‏. تعد المدينة ثاني أكبر مدن نيوزيلندا وأكبر عواصم أوقيانوسيا من حيث عدد السكان. تقع المدينة في أقليم ويلينغتون، جنوب الجزيرة الشمالية لنيوزيلندا، في وسط الدولة.
أصبحت ويلينغتون عاصمة نيوزيلندا في عام 1865، بعد أن كانت مدينة أوكلاند العاصمة. بلغ عدد السكان بها حوالي 412,500 نسمة عام 2017. تعتبر ويلينغتون العاصمة الواقعة في أقصى الجنوب بالنسبة للعالم. يقع بجنوبها مضيق كوك، الذي يفصل بين الجزيرة الشمالية والجزيرة الجنوبية في نيوزيلندا. تعرف المدينة بكثرة التلال والرياح، وبوجود مرفأ مشهور هو ميناء ويلينغتون.

## المناخ
يظهر الجدول التالي التغييرات المناخية على مدار السنة لويلينغتون:
| البيانات المناخية لـويلينغتون     | البيانات المناخية لـويلينغتون | البيانات المناخية لـويلينغتون | البيانات المناخية لـويلينغتون | البيانات المناخية لـويلينغتون | البيانات المناخية لـويلينغتون | البيانات المناخية لـويلينغتون | البيانات المناخية لـويلينغتون | البيانات المناخية لـويلينغتون | البيانات المناخية لـويلينغتون | البيانات المناخية لـويلينغتون | البيانات المناخية لـويلينغتون | البيانات المناخية لـويلينغتون | البيانات المناخية لـويلينغتون |
| الشهر                             | يناير                         | فبراير                        | مارس                          | أبريل                         | مايو                          | يونيو                         | يوليو                         | أغسطس                         | سبتمبر                        | أكتوبر                        | نوفمبر                        | ديسمبر                        | المعدل السنوي                 |
| --------------------------------- | ----------------------------- | ----------------------------- | ----------------------------- | ----------------------------- | ----------------------------- | ----------------------------- | ----------------------------- | ----------------------------- | ----------------------------- | ----------------------------- | ----------------------------- | ----------------------------- | ----------------------------- |
| الدرجة القصوى °م (°ف)             | 30.1 (86.2)                   | 30.1 (86.2)                   | 28.3 (82.9)                   | 27.3 (81.1)                   | 22.0 (71.6)                   | 18.3 (64.9)                   | 17.6 (63.7)                   | 19.3 (66.7)                   | 21.9 (71.4)                   | 25.1 (77.2)                   | 26.9 (80.4)                   | 29.1 (84.4)                   | 30.1 (86.2)                   |
| متوسط درجة الحرارة الكبرى °م (°ف) | 20.1 (68.2)                   | 20.3 (68.5)                   | 19.0 (66.2)                   | 16.6 (61.9)                   | 14.0 (57.2)                   | 11.9 (53.4)                   | 11.1 (52.0)                   | 11.9 (53.4)                   | 13.4 (56.1)                   | 15.0 (59.0)                   | 16.7 (62.1)                   | 18.7 (65.7)                   | 15.7 (60.3)                   |
| المتوسط اليومي °م (°ف)            | 16.7 (62.1)                   | 16.9 (62.4)                   | 15.7 (60.3)                   | 13.7 (56.7)                   | 11.3 (52.3)                   | 9.3 (48.7)                    | 8.5 (47.3)                    | 9.2 (48.6)                    | 10.5 (50.9)                   | 11.9 (53.4)                   | 13.4 (56.1)                   | 15.3 (59.5)                   | 12.7 (54.9)                   |
| متوسط درجة الحرارة الصغرى °م (°ف) | 13.2 (55.8)                   | 13.4 (56.1)                   | 12.4 (54.3)                   | 10.7 (51.3)                   | 8.6 (47.5)                    | 6.7 (44.1)                    | 5.9 (42.6)                    | 6.4 (43.5)                    | 7.5 (45.5)                    | 8.8 (47.8)                    | 10.2 (50.4)                   | 12.0 (53.6)                   | 9.6 (49.3)                    |
| أدنى درجة حرارة °م (°ف)           | 4.1 (39.4)                    | 5.2 (41.4)                    | 4.6 (40.3)                    | 2.6 (36.7)                    | 1.0 (33.8)                    | −0.1 (31.8)                   | 0.0 (32.0)                    | −0.1 (31.8)                   | 0.2 (32.4)                    | 1.2 (34.2)                    | 1.7 (35.1)                    | 3.4 (38.1)                    | −0.1 (31.8)                   |
| معدل هطول الأمطار مم (إنش)        | 78.1 (3.07)                   | 77.9 (3.07)                   | 85.2 (3.35)                   | 100.5 (3.96)                  | 121.0 (4.76)                  | 132.8 (5.23)                  | 136.5 (5.37)                  | 126.4 (4.98)                  | 100.0 (3.94)                  | 110.3 (4.34)                  | 89.7 (3.53)                   | 91.8 (3.61)                   | 1٬250٫3 (49.22)               |
| متوسط الأيام الممطرة (≥ 1.0 mm)   | 7.3                           | 7.0                           | 8.2                           | 9.4                           | 11.7                          | 13.4                          | 13.4                          | 13.1                          | 11.2                          | 11.4                          | 9.5                           | 9.0                           | 124.5                         |
| متوسط الرطوبة النسبية (%)         | 79.5                          | 81.6                          | 82.2                          | 82.7                          | 84.5                          | 86.0                          | 85.8                          | 84.6                          | 80.7                          | 80.3                          | 78.9                          | 79.5                          | 82.2                          |
| ساعات سطوع الشمس الشهرية          | 238.8                         | 205.1                         | 193.7                         | 154.0                         | 125.8                         | 102.3                         | 112.0                         | 136.6                         | 162.1                         | 191.5                         | 210.4                         | 223.0                         | 2٬055٫4                       |
| المصدر: CliFlo                    |                               |                               |                               |                               |                               |                               |                               |                               |                               |                               |                               |                               |                               |

## الاستيطان
كانت قبائل ماوري أول من استوطن المدينة، وكانوا يسمونها "Te Upoko o te Ika a Māui"، أي «رأس سمك الماوي». بدأ الاستيطان الأوروبي بالمدينة مع قدوم شركة نيوزيلندا عبر سفينة توري (Tory)، وذلك في 20 سبتمبر 1839. تلت السفينة دفعة أخرى مكونة من 150 مستوطن قدموا على متن سفينة أورورا (Aurora) في 22 يناير 1940.

## أعلام
- تيد مورغان
- جيف ميرفي
- مايكل ماكغلينشي
- بيتر جاكسون
- إرنست مارسدن
- هاري أتكينسون
- ميخائيل جوزيف سافاج
- واينتون روفر
- كاثرين مانسفيلد
- راسل كرو